# Olof Börjesson
Carl Olof Arvid Börjesson, född 22 maj 1925 i Göteborg, död 28 januari 2018. var en svensk jurist som var lagman i Tössbo och Vedbo tingsrätt från 1972 till 1973 samt i Vänersborgs tingsrätt från 1974 till 1992.
Börjesson blev juris kandidat vid Uppsala universitet 1948 och genomförde sin tingstjänstgöring 1951–1953 innan han 1954 blev fiskal i hovrätten för Västra Sverige. Han var rådman i Lidköpings rådhusrätt 1956-1958, tjänstgjorde vid Justitieombudsmannen och justitiedepartementet från 1958-1970. Han blev hovrättsråd 1970, var lagman i Tössbo och Vedbo tingsrätt 1972-1973 och i Vänersborgs tingsrätt 1974-1992.
Börjesson var son till landsfiskal Arvid Börjesson och hans maka Jane, född Rhodin. Han var från 1951 gift med Barbro, lektor, född Laurell 1929.